# Alletiders barnepige
Alletiders barnepige (eng: The Nanny) var en amerikansk komedieserie der blev sendt på CBS i USA i perioden 1993 til 1999. Serien havde Fran Drescher i titelrollen som barnepigen Fran Fine.

## Medvirkende
| Karakter           | Skuespiller         |
| ------------------ | ------------------- |
| Fran Fine          | Fran Drescher       |
| Maxwell Sheffield  | Charles Shaughnessy |
| Niles              | Daniel Davis        |
| C.C. Babcock       | Lauren Lane         |
| Maggie Sheffield   | Nicholle Tom        |
| Brighton Sheffield | Benjamin Salisbury  |
| Grace Sheffield    | Madeline Zima       |
| Sylvia Fine        | Renee Taylor        |
| Yetta Rosenberg    | Ann Morgan Guilbert |
| Val Toriello       | Rachel Chagall      |